# Escuela normal superior de Fontenay-aux-Roses
La Escuela normal superior de Fontenay-aux-Roses (École normale supérieure de Fontenay-aux-Roses), creada en 1880, fue un centro de enseñanza superior francés reservado para mujeres y destinado a la formación de profesoras y maestras de escuelas normales primarias. En 1986, se introdujo la educación mixta y el centro se especializó en la enseñanza de humanidades y ciencias sociales. La enseñanza de las ciencias exactas y aplicadas fue traspasada a la Escuela Normal Superior de Lyon, que recibió el nombre de École normale supérieure de Fontenay-Saint-Cloud.

## Historia
Un siglo después de la creación de la primera Escuela normal (después instalada en la calle Ulm de París), Jules Ferry creó, con Ferdinand Buisson y el pastor Félix Pécaut, las Escuelas normales superiores de enseñanza de Fontenay-aux-Roses para niñas (1880), y dos años después en Saint-Cloud para chicos (1882). Ambas están ubicadas en la región parisiense, una en el parque nacional de Saint-Cloud (Pabellón de Valois); la otra en la localidad de Fontenay-aux-Roses, en un edificio construido por un discípulo de Henri Labrouste. Antes de la fusión de las escuelas, a los alumnos de la escuela de Saint-Cloud se les apodaba « Cloutiers », mientras que las niñas eran conocidas bajo el nombre de « Fontenaisiennes ».
La misión primera de la institución fue la de formar a las nuevas generaciones de maestras y profesoras de educación primaria, así como a las primeras inspectoras de la enseñanza primaria. Bajo el gobierno de Vichy, las escuelas toman el nombre de Escuelas nacionales preparatorias para la enseñanza en colegios, y después, tras la Liberación, tomaron el nombre de Escuelas normales superiores preparatorias para la enseñanza de segundo grado. En 1954, el profesorado pasa a ser funcionario, al tiempo que como las otras ENS, bajo el impulso del ministro de la Educación nacional André Marie, amplían su misión. Desde el comienzo de los años 1950, estaban autorizadas a preparar el concurso de agregación, y después, en 1966, su plan de estudios fue reformado siguiendo el modelo de la Escuela Normal Superior de París de la calle Ulm. De esta manera, pudieron también oficialmente preparar a sus alumnas para la enseñanza superior. En 1976 se llevó a cabo una reestructuración profunda de todas las ENS. Algunas secciones de humanidades como la de la Escuela Normal Superior de Cachan fueron desplazadas a Fontenay-aux-Roses y a Saint-Cloud, que acabaron siendo mixtas en 1981. 
En 1986, la Escuela normal superior de Fontenay-aux-Roses se especializa en humanidades y ciencias sociales, tomando el nombre de Escuela normal superior de Fontenay-Saint-Cloud, mientras que las secciones científicas forman la nueva Escuela Normal Superior de Lyon, y se instalan en el barrio de Gerland. En 2000, las secciones de humanidades se instalan también en Lyon, en los nuevos edificios construidos en Gerland por el arquitecto Henri Gaudin.

## Dirección
- Félix Pécaut (1880-1896) ;
  - Jeanne de Friedberg, delegada (1880-1890) ;
  - Lucie Saffroy, delegada (1890-1897) ;
- Jules Steeg, (1896-1898) ;
- Jeanne Dejean de La Bâtie, delegada primero (1897-1898) y después directora (1898-1917) ;
- Anne-Marie Grauvogel (1917-1935) ;
- Marguerite Dard (1935-1943) ;
- Andrée Pardes (1943-1944) ;
- Marguerite Dard, (1945-1948) ;
- Louise Maugendre, directora de la ENS de Fontenay-aux-Roses (1948-1961) ;
- Marguerite Cordier, directora de la ENS de Fontenay-aux-Roses  (1961-1974) ;
- Jacqueline Bonnamour, directora de la ENS de Fontenay-aux-Roses (1974-1985).

## Homenaje
La canción Fontenay-aux-Roses de Maxime Le Forestier, de 1972, es un homenaje a los normaliennes del ENS de Fontenay-aux-Roses, donde el cantante vivió un período de su vida.